# Озирнись, знайдеш друзів
«Озирнись, знайдеш друзів» («Оглянись, найдёшь друзей») — радянський телефільм 1975 року, знятий режисером Рафаелем Гаспарянцем на Північно-Осетинській студії телебачення.

## Сюжет
Голова колгоспу змушений лягти на операцію — турбує уламок військових років, що засів у тілі. Його заміняє молодий учений, викладач вузу Амран, який бажає перевірити у живій справі свої наукові відкриття.

## У ролях
- Володимир Тхапсаєв — голова колгоспу
- Юрій Бацазов — лікар
- Руслан Фіров — роль другого плану
- Коста Сланов — роль другого плану
- З. Агкацева — роль другого плану
- Анатолій Шихалієв — роль другого плану
- Георгій Хугаєв — роль другого плану
- Світлана Дудієва — епізод
- Людмила Чулюкіна — тренер з гімнастики
- Артем Карапетян — епізод

## Знімальна група
- Режисер — Рафаель Гаспарянц
- Сценаристи — Юрій Чулюкін, Георгій Кушніренко, Руслан Тотров
- Оператор — Михайло Немисський